# Ierse Burgeroorlog
De Ierse Burgeroorlog (Iers: Cogadh Cathartha na hÉireann) duurde van 28 juni 1922 tot 24 mei 1923 en was een burgeroorlog tussen de voorstanders van het kort daarvoor gesloten Anglo-Iers Verdrag - dat de basis had gevormd voor de Ierse Vrijstaat - en de Republikeinse oppositie. Het voornaamste punt van geschil betrof het feit dat de Ierse zelfstandigheid maar heel beperkt was, doordat de constitutionele binding met de Britse monarchie min of meer zoals vanouds gehandhaafd bleef. De burgeroorlog die uit deze onenigheid voortvloeide eiste in totaal mogelijk meer levens dan de Ierse Onafhankelijkheidsoorlog die een jaar eerder was beëindigd en zorgde voor tientallen jaren van verbittering binnen de Ierse samenleving. Nog steeds vormen de twee belangrijkste Ierse politieke partijen - Fianna Fáil en Fine Gael - een soort afspiegeling van de twee partijen die tijdens de Ierse Burgeroorlog van 1922-23 tegenover elkaar stonden.

## Achtergrond
In het Ierse lagerhuis - de Dáil Éireann - was het Anglo-Ierse Verdrag eind 1921 met een kleine meerderheid door het Ierse Parlement aangenomen. Éamon de Valera had nog geprobeerd de rechtmatigheid van het verdrag aan te vechten. Inmiddels was het Ierse parlement onder Michael Collins begonnen met het opnieuw benoemen van politiebeambten en het aanstellen van het Nationale Leger dat bedoeld was als opvolger van de IRA. Het grootste deel van de IRA was fel tegen het Anglo-Iers Verdrag gekant.

## Gebeurtenissen
In april 1922 bezetten tegenstanders van het Anglo-Iers Verdrag onder leiding van Rory O’Connor in Dublin onder andere het belangrijkste Ierse gerechtsgebouw, de Four Courts. Op deze manier hoopten ze een nieuw gewapend conflict met de Britten uit te lokken en zodoende de verdeeldheid die binnen de IRA was ontstaan door middel van strijd tegen een gezamenlijke vijand weer op te heffen.
Arthur Griffith, die de oprichter en een van de leiders van Sinn Féin was, zag de bezettingen als een daad van pure rebellie en wilde geweld gebruiken. Collins ondernam tot eind juni 1922 niets omdat hij een burgeroorlog koste wat kost wilde vermijden. Tegen die tijd had Sinn Féin, samen met andere partijen die het Anglo-Iers Verdrag ondersteunden, een grote meerderheid gekregen bij de Ierse parlementsverkiezingen. Dit was een weerspiegeling van wat de meerderheid van de Ierse bevolking dacht.

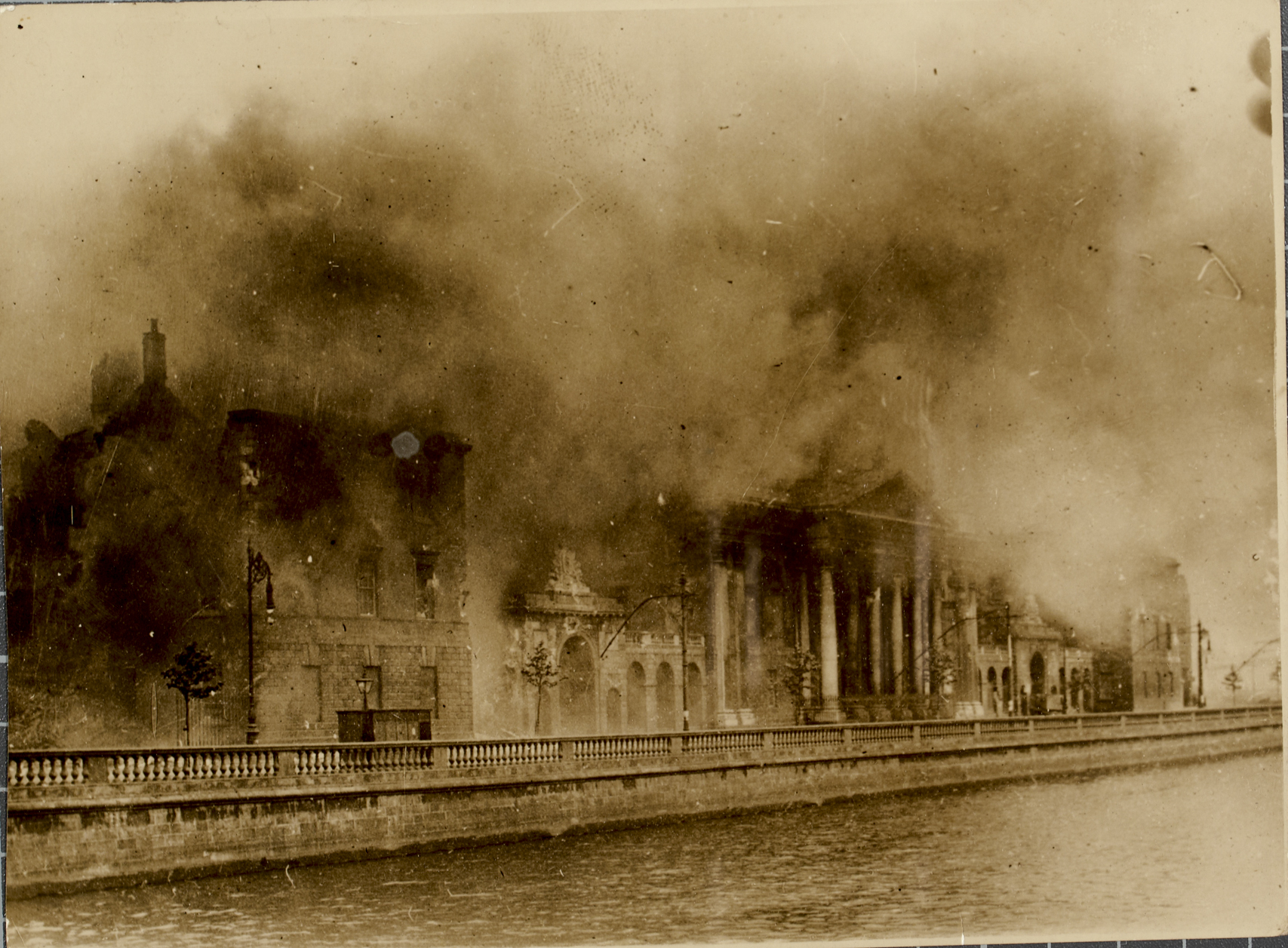
Het leger beschiet Four Courts te Dublin

Winston Churchill liet weten dat hij Britse troepen op de Four Courts zou afsturen indien Ierland zelf niets tegen de opstandelingen zou ondernemen. De Britten waren aanvankelijk van plan geweest het gebouw op 25 juni zelf met tanks, houwitsers en vliegtuigen aan te vallen. Op advies van generaal Nevil Macready, die meende dat het Ierse nationalisme hierdoor verder zou toenemen, werd op het laatste moment van dit plan afgezien. Uiteindelijk besloot Collins het gebouw toch te bombarderen, en vanaf dat moment was de Ierse burgeroorlog een feit. Van 28 tot 30 juni werd Four Courts bestormd en gebombardeerd, waarbij onder meer de hele westvleugel van het complex werd verwoest, inclusief het Iers Nationaal Archief waarin vele eeuwen Ierse regeringsgeschiedenis waren vastgelegd. Heel veel historische informatie ging hierdoor verloren.

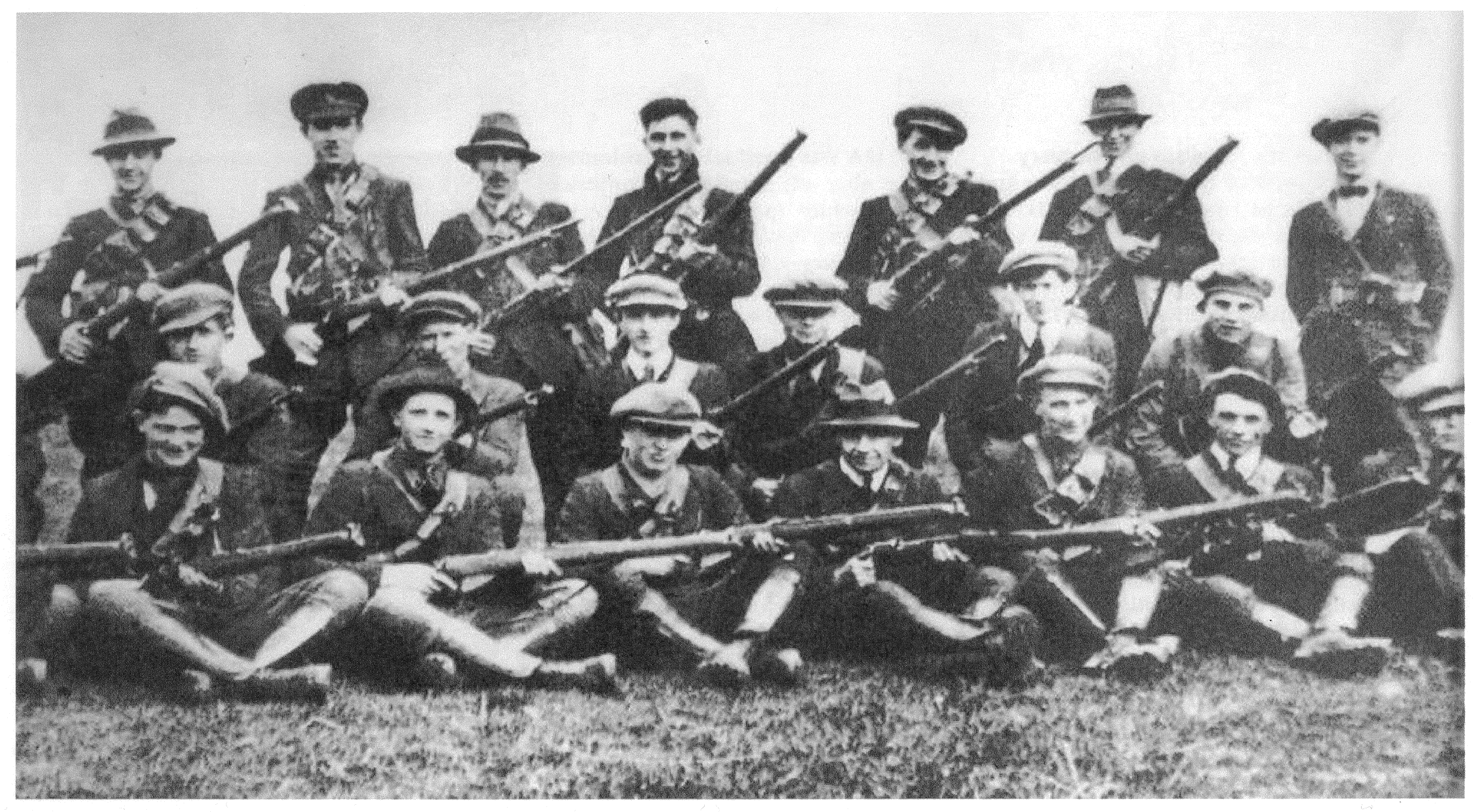
De vliegende brigade van Hogan

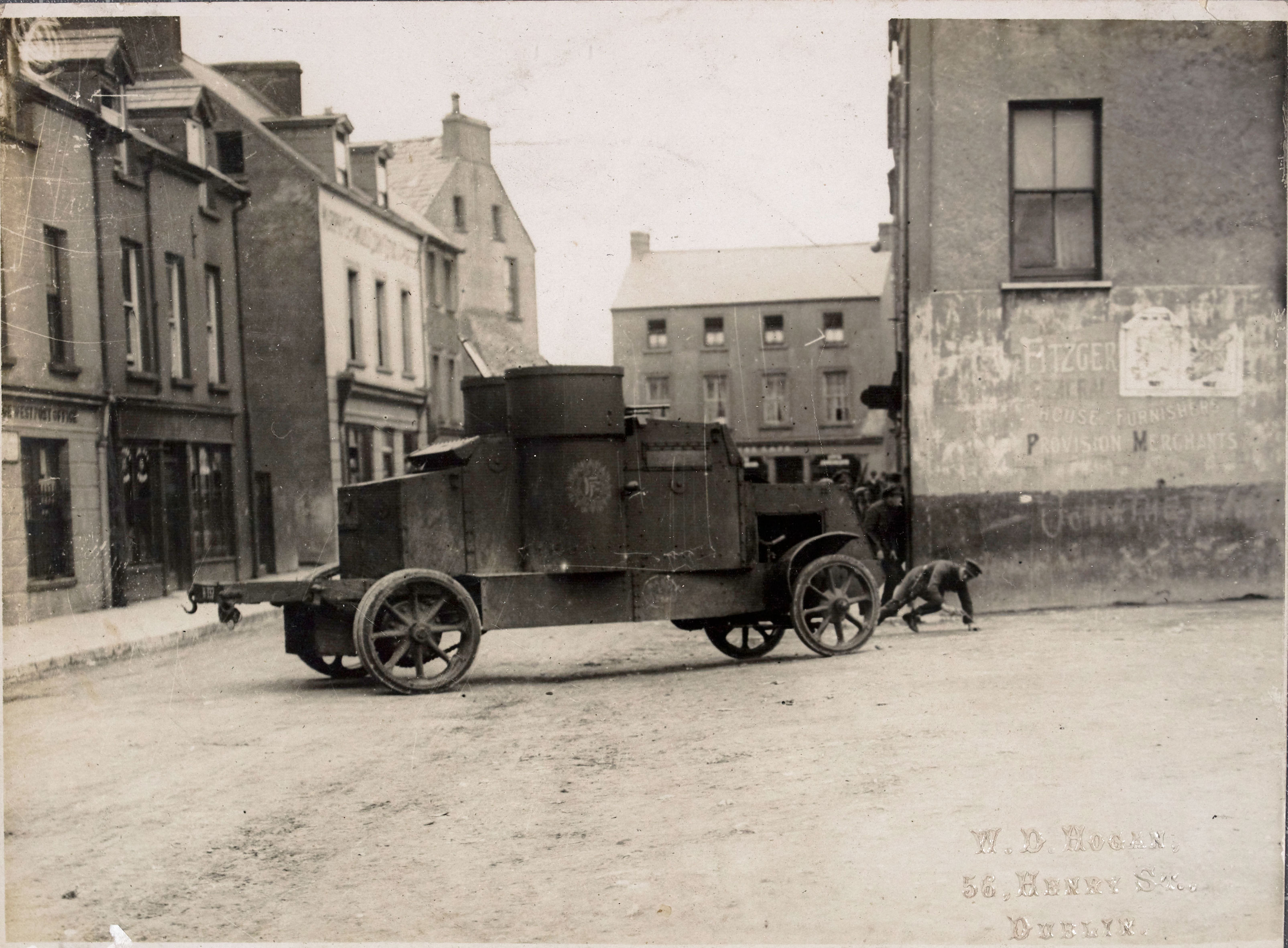
Een gepantserde wagen in Cork

De Ierse burgeroorlog kan worden onderverdeeld in drie fasen. De eerste fase die duurde van 29 juni tot 5 juli 1922 wordt vaak als een soort herhaling van de Paasopstand gezien, terwijl het grootste deel van de rest van de oorlog hoofdzakelijk het karakter van een door de IRA tegen de Britten gevoerde guerrilla had. In deze fase van de burgeroorlog werden bovendien de meeste wreedheden begaan. Op 17 november 1922 executeerde de Ierse Vrijstaat vijf IRA-leden, en op 24 november werd ook de populaire schrijver en onderhandelaar Robert Erskine Childers doodgeschoten. Het deel van het IRA dat tegen het Anglo-Iers verdrag was vermoordde daarop bij wijze van vergelding op 6 december Seán Hales, en de Vrijstaat reageerde hier weer op door een dag later Rory O'Connor, Liam Mellows, Richard Barrett en Joe McKelvey te executeren. In totaal werden tijdens de burgeroorlog minstens 200 zowel officiële als niet-officiële executies van tegenstanders van het Anglo-Ierse Verdrag door de Ierse Vrijstaat voltrokken.
De Ierse Vrijstaat werd van veel kanten ondersteund, met name door de Rooms-Katholieke Kerk die zo fel tegen de anti-verdragsfractie van de IRA gekant was dat zij zelfs weigerde aanhangers hiervan het Sacrament toe te dienen. Deze partijdige houding riep bij vele Ieren weerzin tegen de kerk op, inclusief de katholieken.
In maart 1923 - toen de strijd al duidelijk in het voordeel van de verdragsvoorstanders was - stelde de Valera aan de IRA een staakt-het-vuren voor, dat echter werd geweigerd. Op 10 april werd Liam Lynch gedood, de uiterst onverzoenlijke leider van de Republikeinse staf. Hij werd opgevolgd door Frank Aiken, die naar verluidt sterk heeft bijgedragen aan de snelle beëindiging van de strijd. Op 30 april werd de wapenstilstand officieel gesloten. Aan het begin van mei begon de Ierse Vrijstaat met vredesonderhandelingen, die echter werden afgebroken. Op 24 mei gaf Aiken de vrijwilligers van de IRA het bevel de wapens neer te leggen omdat verder vechten toch geen zin meer had.

## Nawerking en gevolgen
In de eerste maanden na de oorlog werden duizenden leden van de IRA die zich tegen het Anglo-Iers Verdrag hadden verzet - waaronder ook de Valera, die zich als vrijwilliger bij de IRA had aangemeld - door de Ierse Vrijstaat gearresteerd. Op 2 juli werd er een nieuw wetsvoorstel aangenomen.
Kort na het einde van de oorlog werden er algemene verkiezingen gehouden, waarbij Cumann na nGaedhael - de partij die voor de Vrijstaat was - won met 40% van de stemmen. De republikeinen waren vertegenwoordigd door Sinn Féin en kregen ca. 27% van de stemmen. Veel van hun kandidaten zaten tijdens en na de verkiezingen nog steeds in de gevangenis.
In oktober 1923 gingen ca. 8000 van de 12.000 Republikeinse gevangenen in hongerstaking. De staking duurde eenenveertig dagen zonder dat er veel mee werd bereikt.